# أناتوموماب مافيناتوكس
أناتوموماب مافيناتوكس هو جسم مضاد وحيد النسيلة يفترض استخدامه لعلاج سرطان خلايا الرئة غير الصغيرة.